# .at
.at ist die länderspezifische Top-Level-Domain (ccTLD) der Republik Österreich. Sie wurde am 20. Jänner 1988 eingeführt und zunächst von der Universität Wien und seit 1998 von der nic.at GmbH mit Sitz in Salzburg verwaltet.

## Second-Level-Domains
Neben der Endung .at existieren noch weitere Second-Level-Domains:
- .ac.at (vorgesehen für akademische Einrichtungen, insbesondere Universitäten)
- .gv.at (vorgesehen für die Regierung sowie Bundes- und Landesbehörden)
- .co.at (vorgesehen für kommerziell orientierte Unternehmen)
- .or.at (vorgesehen für Organisationen aller Art)
- .priv.at (vorgesehen für österreichische Privatpersonen)

Domains unter .at, .or.at und .co.at können ohne besondere Beschränkungen registriert werden. Ein Wohnsitz oder eine Niederlassung in Österreich sind nicht notwendig. Nur .ac.at (verwaltet vom österreichischen Wissenschaftsnetz ACOnet) und .gv.at (verwaltet vom Magistrat Wien im Namen des Bundesministeriums für Digitalisierung und Wirtschaftsstandort) sind nicht frei registrierbar. Die Domain priv.at wird vom Verein VIBE!AT betrieben.

## Eigenschaften
Insgesamt darf eine .at-Domain zwischen einem und 63 Zeichen lang sein, die Vergabe ist innerhalb von Minuten möglich. Seit dem 31. März 2004 wird die Verwendung deutscher Umlaute und anderer Sonderzeichen unterstützt. Mitte 2007 wurde die Möglichkeit geschaffen, auch solche Domains zu registrieren, die nur Ziffern beinhalten. Im Vergleich zu anderen ccTLDs ist die Freigabe jedoch eher auf geringes Interesse gestoßen. Seit 2004 unterstützt .at IDN (Kleinbuchstaben des ISO 8859-1 Zeichensatzes sowie die drei Zeichen œ, š und ž aus dem Unicode Zeichenbereich Latin Extended-A).
Seit dem 15. Dezember 2011 verwendet .at DNSSEC, um die Authentizität und Integrität der Daten des Domain Name System zu gewährleisten. Am 10. Februar 2012 wurde der DS Resource Record von .at auf den Root-Nameservern eingetragen und somit kann die Signatur validiert werden.
Seit August 2016 ist es möglich auch ein- und zweistellige .at-Domains zu registrieren. Bis dahin war es aufgrund technischer Vorgaben aus dem Jahr 1993 nur möglich, zumindest drei Zeichen lange .at-Domains zu vergeben.

## Verbreitung
Die Vergabestelle nic.at führt unter den Inhabern von .at-Domains jährlich eine Umfrage durch. Im Jahr 2012 wurde dadurch unter anderem bekannt, dass über die Hälfte aller befragten Unternehmen mehr als sechs Domains besitzen, ein Viertel sogar mehr als 30 Adressen.
Aufgrund der extensiven Vergabekriterien erfährt .at in den letzten Jahren ein kontinuierliches Wachstum. Im März 2012 waren genau 1,1 Millionen Domains registriert. Im Mai 2019 sind es bereits über 1,3 Millionen Domains, das ergibt 0,15 .at Domains pro Einwohner. Während das Wachstum in den 2000er Jahren teilweise über 100.000 neue Domains pro Jahr betrug, sind von 2015 bis 2018 insgesamt nur ca. 55.000 registriert worden.